# Clásico de mil caracteres

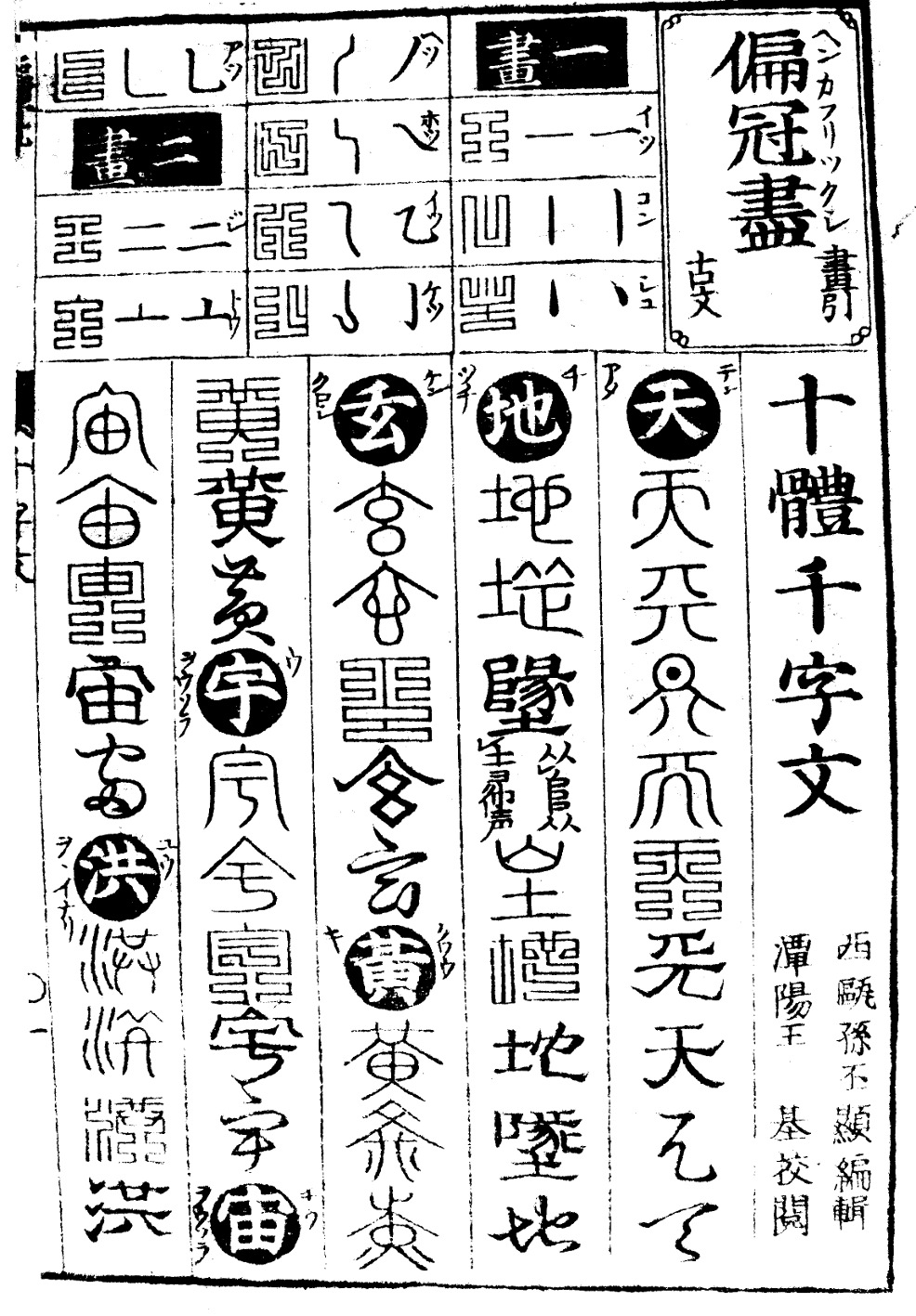
Clásico de mil caracteres utilizado como diccionario de estilo: cada carácter se da en diferentes estilos en cada columna. Libro japonés de 1756

El Clásico de mil caracteres (en chino, 千字文; transcrito en pinyin como Qiānzìwén), también conocido como el Texto de mil caracteres, es un poema chino que se utilizó como una cartilla para la enseñanza de caracteres chinos a los niños a partir del siglo VI en adelante. Contiene exactamente mil caracteres, cada uno utilizado solo una vez, organizado en 250 líneas de cuatro caracteres cada uno y agrupado en cuatro versos de rima de línea para que sea fácil de memorizar. Se canta de una manera similar a los niños que aprenden el alfabeto latino cantando una "canción del alfabeto". Junto con el Clásico de tres caracteres y los Cien apellidos de familia, formó la base de la alfabetización en la China tradicional.
La primera línea es Tian di xuan huang (Chino simplificado: 天地玄黄, chino tradicional: 天地玄黃; pinyin: Ti'ndì xuán huáng; Jyutping: tin1 dei6 jyun4 wong4) (‘Cielo y Tierra oscuro y amarillo’) y la última línea, Yan zai hu ye (chino: 焉哉乎也; pinyin: Yān zāi hū yě; Jyutping: yin1 zoi1 fu1 jaa5) explica el uso de las partículas gramaticales «yan», «zai», «hu» y «ye».

## Historia
Hay varias historias del origen de la obra. Se dice que el emperador Wu de la dinastía Liang (r. 502-549) encargó a Zhou Xingsi (chino simplificado: 周兴嗣, chino tradicional: 周興嗣, pinyin: Zhōu Xìngsì, 470-521) componer este poema para su príncipe para practicar la caligrafía. Otros dicen que el emperador ordenó a Wang Xizhi, un notable calígrafo, que escribiera mil caracteres y se los diera a Zhou como un desafío para convertirlo en una oda. Otra historia es que el emperador ordenó a sus príncipes y oficiales de la corte que redactaran ensayos y ordenó a otro ministro que los copiara en mil papeles, que se mezclaron y se mezclaron. A Zhou se le dio la tarea de restaurar estos deslices a su orden original. Trabajó tan intensamente para terminar de hacerlo de la noche a la mañana que su cabello se volvió completamente blanco.
La popularidad del libro en la dinastía Tang se demuestra por el hecho de que hubo unas 32 copias encontradas en las excavaciones arqueológicas de Dunhuang. Por la dinastía Song, ya que se podría suponer que todas las personas alfabetizadas han memorizado el texto, el orden de sus caracteres se utilizó para poner los documentos en secuencia de la misma manera que el orden alfabético se utiliza en los idiomas alfabéticos.
El reino budista uigur de Qocho usó el Clásico de mil caracteres y el Qièyùn y se escribió que «En la ciudad de Qocho había más de cincuenta monasterios, todos los títulos de los cuales son concedidos por los emperadores de la dinastía Tang, que guardan muchos textos budistas como Tripiṭaka, Tangyun, Yupuan, Jingyin, etc.».

En las dinastías siguientes a la Song, el Clásico de tres caracteres, los Cien apellidos de familia, y el Clásico de mil caracteres, llegaron a ser conocidos como San Bai Qian (Tres, Cien, Mil), del primer carácter en sus títulos. Eran los textos casi universales de introducción a la alfabetización de los estudiantes, casi exclusivamente varones, procedentes de élites e incluso de una serie de aldeanos. Cada uno de ellos estaba disponible en muchas versiones, impresas a bajo precio y disponibles para todos, ya que no quedaron reemplazados. Cuando un estudiante había memorizado los tres, podía reconocer y pronunciar, aunque no necesariamente escribiera o entendiera el significado, aproximadamente 2000 caracteres (hubo cierta duplicación entre los textos). Dado que los chinos no usaban un alfabeto, ésta era una forma efectiva, aunque engorrosa, de dar un "curso acelerado" en el reconocimiento de caracteres antes de pasar a entender textos y escribir caracteres.

## Japón
Se dice que Wani, un legendario erudito chino-baekje, transmitió el Clásico de mil caracteres al japonés junto con diez libros de las Analectas de Confucio durante el reinado del emperador Ōjin (r. 370?-410?). Sin embargo, este supuesto suceso precede a la composición del Clásico de mil caracteres. Esto hace que muchos asuman que el evento es simplemente ficción, pero algunos creen que se basa en hechos, tal vez usando una versión diferente del Clásico de mil caracteres.[¿quién?]

## Corea
El Clásico de mil caracteres ha sido utilizado como una cartilla para el aprendizaje de caracteres chinos durante muchos siglos por lo que es incierto cuando fue introducido en Corea.
El libro se anota como una fuerza principal, junto con la introducción del budismo en Corea, detrás de la introducción de caracteres chinos en el idioma coreano. El hanja era la única manera de escribir coreano hasta el hangul fue creado bajo la dirección del Rey Sejong el Grande en el siglo XV; sin embargo, incluso después de la invención del hangul, la mayoría de los eruditos coreanos continuaron escribiendo en hanja hasta finales del siglo XX.
El uso del Clásico de mil caracteres como cartilla de escritura para niños comenzó en 1583, cuando el rey Seonjo ordenó a Han Seok-bong (1544-1605) tallar el texto en bloques de impresión de madera.
Cuarenta y cuatro leyendas de Cheon (cielo) a Su (agua) entre el Clásico de mil caracteres fueron inscritos uno por uno en el revés de las Sangpyung Tongbo (una moneda coreana de la dinastía Joseon).
El Clásico de mil caracteres tiene su propia forma en la representación de los caracteres chinos. Para cada carácter, el texto muestra su significado (Hanja coreano: 訓, saegim o hun) y sonido (Hanja coreano: 音; eum). El vocabulario para representar el saegim no ha cambiado en cada edición, a pesar de la evolución natural de la lengua coreana desde entonces. Sin embargo, en las ediciones Gwangju y Seokbong, ambos escritos en el siglo XVI, hay una serie de significados diferentes expresados para el mismo personaje. Los tipos de cambios de saegims en Seokbong en los de Gwangju caen aproximadamente bajo las siguientes categorías:
1. Las definiciones se tornaron más generalizadas o más concretas cuando el alcance semántico de cada carácter había sido cambiado
2. Las definiciones anteriores fueron sustituidas por sinónimos
3. Partes de la palabra en las definiciones fueron cambiadas

A partir de estos cambios, se pueden encontrar reemplazos entre coreano nativo y coreano. En general, se supone que los "vocabularios saegim raros" son del siglo pre-XVI, ya que se piensa que pueden ser una forma fosilizada de vocabulario coreano nativo o afectados por la influencia de un dialecto regional en la provincia de Jeolla.
El estudioso de Corea del Sur, Daesan Kim Seok-jin (coreano Hangul: 대산 김석진), expresó la importancia del Clásico de mil caracteres al contrastar la ciencia concreta occidental y la metafísica asiática y el pensamiento orientado al origen en la que «son los poemas recogidos de la naturaleza del cosmos y las razones detrás de la vida humana».

## Textos manchúes
Hoy en día se conocen varios textos manchúes del Clásico de mil caracteres. Todos usan la escritura manchú para transcribir caracteres chinos. Se utilizan en la investigación sobre la fonología china.
El Man han ciyan dzi wen (chino simplificado: 满汉千字文, chino tradicional: 滿漢千字文; pinyin: Mǎn hàn qiān zì wén; Jyutping: mun5 hon3 cin1 zi6 man4) escrito por Chen Qiliang (chino simplificado: 沉启亮, chino tradicional: 沈啓亮, pinyin: Chénqǐliàng; Jyutping: cam4 kai2 loeng6), contiene texto chino y transcripción fonética manchú. Esta versión fue publicada durante el reinado del emperador Kangxi.
Otro texto, el Qing Shu Qian Zi Wen (chino simplificado: 清书千字文, chino tradicional: 清書千字文; pinyin: Qīngshū qiān zì wén; Jyutping: cing1 syu1 cin1 zi6 man4) por You Zhen (chino: 尤珍, pinyin: Yóu Zhēn; jyutping: jau4 zan1), fue publicado en 1685 como un suplemento a la Baiti Qing Wen (chino simplificado: 百体清文, chino tradicional: 百體清文; pinyin: Bǎi tǐ qīngwén; Jyutping: baak3 tai2 cing1 man4). 
Proporciona la transcripción manchú sin original chino. Es conocido por ser referido por el estudioso japonés Ogyū Sorai para los estudios manchú ya en el siglo XVIII.
El ciyan dzi wen sin fecha que es propiedad de la Biblioteca Nacional de Francia es una variante del Qing Shu Qian Zi Wen. Se cree que ha sido utilizado por la oficina de traducción de la dinastía Joseon de Corea. Contiene transcripción de hangul tanto para manchú como para chino. Es valioso para el estudio de la fonología manchú.

## El texto
| 一                   | 三                   | 四                   | 五                   | 六                   | 七                   |
| 天地玄黄，宇宙洪荒。 | 盖此身发，四大五常。 | 都邑华夏，东西二京。 | 治本于农，务兹稼穑。 | 耽读玩市，寓目囊箱。 | 布射僚丸，嵇琴阮啸。 |
| 日月盈昃，辰宿列张。 | 恭惟鞠养，岂敢毁伤。 | 背邙面洛，浮渭据泾。 | 俶载南亩，我艺黍稷。 | 易輶攸畏，属耳垣墙。 | 恬笔伦纸，钧巧任钓。 |
| 寒来暑往，秋收冬藏。 | 女慕贞絜，男效才良。 | 宫殿盘郁，楼观飞惊。 | 税熟贡新，劝赏黜陟。 | 具膳餐饭，适口充肠。 | 释纷利俗，竝皆佳妙。 |
| 闰余成岁，律吕调阳。 | 知过必改，得能莫忘。 | 图写禽兽，画彩仙灵。 | 孟轲敦素，史鱼秉直。 | 饱饫烹宰，饥厌糟糠。 | 毛施淑姿，工颦妍笑。 |
| 云腾致雨，露结为霜。 | 罔谈彼短，靡恃己长。 | 丙舍傍启，甲帐对楹。 | 庶几中庸，劳谦谨敕。 | 亲戚故旧，老少异粮。 | 年矢每催，曦晖朗曜。 |
| 金生丽水，玉出昆冈。 | 信使可覆，器欲难量。 | 肆筵设席，鼓瑟吹笙。 | 聆音察理，鉴貌辨色。 | 妾御绩纺，侍巾帷房。 | 璿玑悬斡，晦魄环照。 |
| 剑号巨阙，珠称夜光。 | 墨悲丝染，诗赞羔羊。 | 升阶纳陛，弁转疑星。 | 贻厥嘉猷，勉其祗植。 | 纨扇圆洁，银烛炜煌。 | 指薪修祜，永绥吉劭。 |
| 果珍李柰，菜重芥姜。 | 景行维贤，克念作圣。 | 右通广内，左达承明。 | 省躬讥诫，宠增抗极。 | 昼眠夕寐，蓝笋象床。 | 矩步引领，俯仰廊庙。 |
| 海咸河淡，鳞潜羽翔。 | 德建名立，形端表正。 | 既集坟典，亦聚群英。 | 殆辱近耻，林皋幸即。 | 弦歌酒宴，接杯举觞。 | 束带矜庄，徘徊瞻眺。 |
| 二                   | 空谷传声，虚堂习听。 | 杜稿钟隶，漆书壁经。 | 两疏见机，解组谁逼。 | 矫手顿足，悦豫且康。 | 孤陋寡闻，愚蒙等诮。 |
| 龙师火帝，鸟官人皇。 | 祸因恶积，福缘善庆。 | 府罗将相，路侠槐卿。 | 索居闲处，沉默寂寥。 | 嫡后嗣续，祭祀烝尝。 | 谓语助者，焉哉乎也。 |
| 始制文字，乃服衣裳。 | 尺璧非宝，寸阴是竞。 | 户封八县，家给千兵。 | 求古寻论，散虑逍遥。 | 稽颡再拜，悚惧恐惶。 |                      |
| 推位让国，有虞陶唐。 | 资父事君，曰严与敬。 | 高冠陪辇，驱毂振缨。 | 欣奏累遣，戚谢欢招。 | 笺牒简要，顾答审详。 |                      |
| 吊民伐罪，周发殷汤。 | 孝当竭力，忠则尽命。 | 世禄侈富，车驾肥轻。 | 渠荷的历，园莽抽条。 | 骸垢想浴，执热愿凉。 |                      |
| 坐朝问道，垂拱平章。 | 临深履薄，夙兴温凊。 | 策功茂实，勒碑刻铭。 | 枇杷晚翠，梧桐蚤凋。 | 驴骡犊特，骇跃超骧。 |                      |
| 爱育黎首，臣伏戎羌。 | 似兰斯馨，如松之盛。 | 磻溪伊尹，佐时阿衡。 | 陈根委翳，落叶飘摇。 | 诛斩贼盗，捕获叛亡。 |                      |
| 遐迩一体，率宾归王。 | 川流不息，渊澄取映。 | 奄宅曲阜，微旦孰营。 | 游鹍独运，凌摩绛霄。 |                      |                      |
| 鸣凤在竹，白驹食场。 | 容止若思，言辞安定。 | 桓公匡合，济弱扶倾。 |                      |                      |                      |
| 化被草木，赖及万方。 | 笃初诚美，慎终宜令。 | 绮回汉惠，说感武丁。 |                      |                      |                      |
|                      | 荣业所基，藉甚无竟。 | 俊乂密勿，多士寔宁。 |                      |                      |                      |
|                      | 学优登仕，摄职从政。 | 晋楚更霸，赵魏困横。 |                      |                      |                      |
|                      | 存以甘棠，去而益咏。 | 假途灭虢，践土会盟。 |                      |                      |                      |
|                      | 乐殊贵贱，礼别尊卑。 | 何遵约法，韩弊烦刑。 |                      |                      |                      |
|                      | 上和下睦，夫唱妇随。 | 起翦颇牧，用军最精。 |                      |                      |                      |
|                      | 外受傅训，入奉母仪。 | 宣威沙漠，驰誉丹青。 |                      |                      |                      |
|                      | 诸姑伯叔，犹子比儿。 | 九州禹迹，百郡秦并。 |                      |                      |                      |
|                      | 孔怀兄弟，同气连枝。 | 岳宗泰岱，禅主云亭。 |                      |                      |                      |
|                      | 交友投分，切磨箴规。 | 雁门紫塞，鸡田赤城。 |                      |                      |                      |
|                      | 仁慈隐恻，造次弗离。 | 昆池碣石，钜野洞庭。 |                      |                      |                      |
|                      | 节义廉退，颠沛匪亏。 | 旷远绵邈，岩岫杳冥。 |                      |                      |                      |
|                      | 性静情逸，心动神疲。 |                      |                      |                      |                      |
|                      | 守真志满，逐物意移。 |                      |                      |                      |                      |
|                      | 坚持雅操，好爵自縻。 |                      |                      |                      |                      |

### Poemas similares en otros idiomas
- Canción del alfabeto
- Hanacaraka, javanés
- Iroha, japonés
- Shiva Sutra, sánscrito